# Horreby
Horreby er en landsby på Falster med 273 indbyggere  (2025). Horreby er beliggende i Horreby Sogn seks kilometer vest for Horbelev og 10 kilometer øst for Nykøbing Falster. Byen tilhører Guldborgsund Kommune og er beliggende i Region Sjælland.
Horreby Kirke ligger i landsbyen. I Horreby findes også skolen Møllebakkeskolen. Derudover er der en børnhave, den private 'Møllebakkens børnehave
Komikeren Mick Øgendahl har gået i skole på Møllebakkeskolen i Horreby.

## Skole: Møllebakkeskolen
Møllebakkeskolen er en mindre folkeskole beliggende i Horreby med ca. 200 elever fordelt på 0.–9. klasse. Skolen blev bygget i 1960 og har siden gennemgået renoveringer for at opretholde moderne undervisningsfaciliteter. Skolen tilbyder blandt andet multibaner, legeplads, skaterbane, parkourbane, klatrevæg, svævebane og har tilknyttet en SFO med ca. 82 børn. Undervisningsmiljøet bygger på værdierne fællesskab, styrke og nysgerrighed, og skolen er i 2017 blevet certificeret som DGI-udeskole, hvilket fremmer læringsaktiviteter udenfor klasselokalet, fx i naturen ved Horreby Lyng.

## Børnehave: Møllebakken
Møllebakken er en privat integreret vuggestue og børnehave i Horreby med hjemlige rammer, daglig madlavning sammen, udeliv med have og drivhus samt fokus på fællesskab, nærvær og forældresamarbejde.

## Dagligvarebutik: Coma-supermarked
I Horreby findes en lokal Coma Discount-butik, der startede som en Supra-forretning for ca. 30 år siden og i 2000 blev omdannet til Coma, ejet af Henrik Jensen. Butikken er en del af LetKøb-kæden, men driver fortsat selvstændigt under navnet Coma Discount, med fokus på discountpriser og lokalt tilpasset sortiment.

## Bylaug
I 2010  blev Horreby og Omegns Bylaug stiftet. Bylauget er lavet som en paraplyorganisation, der har til formål at varetage de fælles interesser for borgere, foreninger og erhvervsdrivende i Horreby og omegns sogne.

## Horreby lyng
Ikke langt fra Horreby ligger den 1,7 km² store Horreby lyng, der er en gammel tørveudgravning.